# Mitostoma cancellatum
Espèce
Synonymes
- Nemastoma cancellatum Roewer, 1919

Mitostoma cancellatum est une espèce d'opilions dyspnois de la famille des Nemastomatidae.

## Distribution
Cette espèce en Bosnie-Herzégovine, en Serbie, au Monténégro et en Albanie.

## Description
Le mâle syntype mesure 2,0 mm et la femelle syntype 2,5 mm.

## Systématique et taxinomie
Cette espèce a été décrite sous le protonyme Nemastoma cancellatum par Roewer en 1919. Elle est placée dans le genre Mitostoma par Roewer en 1951.

## Publication originale
- Roewer, 1919 : « Über Nemastomatiden und ihre Verbreitung. » Archiv für Naturgeschichte, vol. 83, no 2, p. 140–160 (texte intégral).